# یواس‌اس هیل
یواس‌اس هیل ممکن است به یکی از موارد زیر اشاره داشته باشد:
- یواس‌اس هیل (دی‌ئی-۱۴۱)
- یواس‌اس هیل (دی‌دی-۱۳۳)
- یواس‌اس هیل (دی‌دی-۶۴۲)